# Listă de filme braziliene din 2011
În 2011, opt filme braziliene au avut mai mult de un milion de spectatori în cinematografe. Toate filme braziliene din 2011 au avut o audiență totală de 19 milioane spectatori. Brazilia a produs aproape 100 de filme în 2011, cu 30 mai multe decât în 2001 și cu cinci mai puține ca în 1994.

## Top filme încasări
Acesta este clasamentul filmelor braziliene cu cele mai mari încasări.
| Poziție | Film                     | Audiență  |
| ------- | ------------------------ | --------- |
| 1       | De Pernas Pro Ar         | 3.547.138 |
| 2       | Cilada.com               | 2.974.697 |
| 3       | Bruna Surfistinha        | 2.159.203 |
| 4       | Assalto ao Banco Central | 1.920.193 |
| 5       | Muita calma nessa hora   | 1.464.203 |
| 6       | O Palhaço                | 1.406.262 |
| 7       | Qualquer gato vira lata  | 1.178.099 |
| 8       | O Homem do Futuro        | 1.199.752 |
| 9       | VIPs                     | 585.807   |
| 10      | As mães de Chico Xavier  | 510.717   |

## Lista filmelor din 2011
| Titlu                                     | Regizor                                                | Actori                                                                                      | Gen                     | Note |
| ----------------------------------------- | ------------------------------------------------------ | ------------------------------------------------------------------------------------------- | ----------------------- | --- |
| Amor?                                     | João Jardim                                            | Júlia Lemmertz Ângelo Antônio Mariana Lima                                                  | Drama                   | |
| Amanhã Nunca Mais                         | Tadeu Jungle                                           | Lázaro Ramos Maria Luisa Mendonça Fernanda Machado                                          | Comedy                  | |
| As Canções                                | Eduardo Coutinho                                       |                                                                                             | Documentary             | |
| As Mães de Chico Xavier                   | Glauber Filho                                          |                                                                                             | Drama                   | Based on the book Por Trás do Véu de Isis written by Marcel Souto Maior.                                             |
| Assalto ao Banco Central                  | Marcos Paulo Simões                                    | Eriberto Leão Hermila Guedes Milhem Cortaz Lima Duarte Giulia Gam                           | Crime                   | Based on the 2005 Banco Central burglary at Fortaleza.                                                               |
| Belair                                    | Bruno Safadi Noa Bressane                              | Rodrigo Lima Noa Bressane Bruno Safadi                                                      | Documentary             | |
| Brasil Animado                            | Mariana Caltabiano                                     |                                                                                             | Animation               | First Brazilian film in 3D.                                                                                          |
| Bruna Surfistinha                         | Marcus Baldini                                         | Deborah Secco Gustavo Machado Luciano Chirolli                                              | Drama                   | Based on the 2005 drama book O Doce Veneno do Escorpião (en: The Scorpion's Sweet Poison) by Raquel Pacheco.         |
| Capitães da Areia                         | Cecília Amado Guy Gonçalves                            | Jean Luis Souza de Amorim Romário Santos de Assis Israel Vinícius Gouvêa de Souza           | Drama                   | Based on the Brazilian Modernist novel of the same name written by Jorge Amado.                                      |
| Cilada.com                                | José Alvarenga Jr.                                     | Bruno Mazzeo Fernanda Paes Leme Dani Calabresa Fernando Caruso Fúlvio Stefanini             | Comedy                  | Based on the Multishow sitcom.                                                                                       |
| Diário de uma Busca                       | Flávia Castro                                          | Flávia Castro                                                                               | Drama, Documentary      | |
| Elvis & Madona                            | Marcelo Laffitte                                       | José Wilker Fabianna Brazil Duse Nacarati                                                   | Comedy                  | |
| Elza                                      | Ernesto Baldan Izabel Jaguaribe                        |                                                                                             | Documentary             | |
| Estamos Juntos                            | Toni Venturi                                           | Cauã Reymond Leandra Leal Nazareno Casero                                                   | Drama                   | |
| Família Vende Tudo                        | Alain Fresnot                                          | Luana Piovani Caco Ciocler Marisol Ribeiro Lima Duarte                                      | Comedy                  | |
| Historias que so existem quando lembradas | Júlia Murat                                            |                                                                                             |                         | |
| Malu de Bicicleta                         | Flávio R. Tambellini                                   | Fábio Lago Daniele Suzuki Maria Manuela                                                     | Comedy                  | |
| Mamonas Pra Sempre                        | Claudio Kahns                                          |                                                                                             | Documentary             | Documentary about Brazilian band Mamonas Assassinas.                                                                 |
| Meu País                                  | Andre Ristum                                           | Cauã Reymond Débora Falabella Rodrigo Santoro                                               | Drama                   | |
| Nana Caymmi em Rio Sonata                 | Georges Gachot                                         | Milton Nascimento Tom Jobim Gilberto Gil Dori Caymmi Erasmo Carlos Maria Bethânia           | Documentary             | |
| Não Se Pode Viver Sem Amor                | Jorge Durán                                            | Cauã Reymond Fabiula Nascimento Babu Santana                                                | Drama                   | |
| Não Se Preocupe, Nada Vai Dar Certo       | Hugo Carvana                                           | Ângela Vieira Tarcísio Meira Gregório Duvivier Flávia Alessandra                            | Comedy                  | |
| Onde Está a Felicidade?                   | Carlos Alberto Riccelli                                | Bruna Lombardi Marcelo Adnet Bruno Garcia Dani Calabresa                                    | Comedy                  | Co-production with Spain.                                                                                            |
| O Abismo Prateado                         | Karim Ainouz                                           | Alessandra Negrini Otto Jr. Thiago Martins Carla Ribas Alice Borges                         | Drama                   | The film was shown in the Directors' Fortnight.                                                                      |
| O Céu Sobre Os Ombros                     | Sérgio Borges                                          | Everlyn Barbin Lwei Bakongo Murari Krishna                                                  | Drama                   | Winner of five awards at the 43rd Festival de Brasília.                                                              |
| O Palhaço                                 | Selton Mello                                           | Selton Mello Paulo José Larissa Manoela Giselle Motta Teuda Bara Moacyr Franco Danton Mello | Comedy                  | |
| O Mineiro e o Queijo                      | Helvecio Ratton                                        |                                                                                             | Documentary             | |
| O Homem do Futuro                         | Cláudio Torres                                         | Alinne Moraes Wagner Moura                                                                  | Comedy, Science fiction | |
| Os 3                                      | Nando Olival                                           | Juliana Schalch Gabriel Godoy Victor Mendes Cecília Homem de Melo Alceu Nunes               | Comedy, Drama           | |
| Os Monstros                               | Guto Parente Luiz Pretti Pedro Diógenes Ricardo Pretti | Luiz Pretti Ana Luiza Rios Aline Silva                                                      | Fiction                 | |
| Rock Brasília – Era de Ouro               | Vladimir Carvalho                                      |                                                                                             | Documentary             | |
| Quebradeiras                              | Evaldo Mocarzel                                        |                                                                                             | Documentary             | The film won the award for Best Documentary at the 22nd Rencontres de Cinémas d’Amérique Latine de Toulouse, France. |
| Quebrando o Tabu                          | Fernando Grostein Andrade                              | Paulo Coelho Dráuzio Varella Jimmy Carter Bill Clinton Fernando Henrique Cardoso            | Documentary             | |
| Qualquer Gato Vira-Lata                   | Daniela de Carlo Tomas Portella                        | Cléo Pires Malvino Salvador Dudu Azevedo                                                    | Comedy                  | |
| Trabalhar Cansa                           | Juliana Rojas Marco Dutra                              | Helena Albergaria Marat Descartes Carlos Escher                                             | Drama                   | The film competed in the 'Un Certain Regard' section of the Cannes Film Festival.                                    |
| Transeunte                                | Eryk Rocha                                             | Fernando Bezerra Luciana Domschke                                                           | Drama                   | |
| The Sky We Were Born Under                | Marcos Jorge Fernando Severo                           | Carlos Eduardo de Magalhães Marcos Jorge Fernando Severo Mario Lopes                        | Drama                   | |
| Uma Professora Muito Maluquinha           | André Alves Pinto César Rodrigues                      | Kadu Baptista Elisa Pinheiro Neusa Rocha Ziraldo João Vieira                                | Comedy                  | Based on the book written by Ziraldo.                                                                                |
| VIPs                                      | Toniko Melo                                            | Wagner Moura Jorge D'Elía Gisele Fróes Amaury Jr Roger Gobeth                               | Drama                   | Based on the book written by Mariana Caltabiano.                                                                     |